# Gabriel Faci Abad
Pour les articles homonymes, voir Faci et Abad.
Gabriel Faci Abad, né à Monegrillo dans la province de Saragosse le 23 novembre 1878 et mort dans la même ville en 1932 est un pharmacien et photographe espagnol.

## Biographie
Gabriel Faci Abad est l'un des membres fondateurs de la Société royale de photographie de Saragosse.